# Saurauia nicobarica
Saurauia nicobarica är en tvåhjärtbladig växtart som beskrevs av T.K.Paul. Saurauia nicobarica ingår i släktet Saurauia och familjen Actinidiaceae. Inga underarter finns listade i Catalogue of Life.